# Усыпенко, Фёдор Павлович
Фёдор Павлович Усыпенко (8 ноября 1917 года, с. Водяное, Куйбышевский район, Запорожская область, Советская Россия — 2000 год, Москва, Россия) — советский и российский художник-график, живописец, баталист, народный художник Российской Федерации (1995).

## Биография
Родился 8 ноября 1917 года в селе Водяное Куйбышевского района Запорожской области, воспитывался в Талицком детском доме.
В 1937 году — окончил Московский художественно-промышленный техникум имени М. И. Калинина.
В 1938—1939 годах учился на военных курсах в Студии военных художников имени М. Б. Грекова у В. С. Сварога и Е. А. Кацмана, в 1940—1941 годах — в Киевском государственном художественном институте, с 1938 года работал в Студии военных художников имени М. Б. Грекова.
Участник Великой Отечественной войны, закончил военную службу в звании майора.
В 1951 году — избран членом Союза художников СССР.
Работы художника находятся в Третьяковской галерее, Центральном музее Вооруженных Сил РФ, различных музеях страны, за рубежом и в частных коллекциях.
Федор Павлович Усыпенко умер в 2000 году в Москве, похоронен на Троекуровском кладбище.

## Творческая деятельность
Автор популярной картины послевоенного периода картина «Ответ гвардейцев-минометчиков» (1949), где действия «катюш» он изобразил общим планом, не акцентируя внимания на людях, таким образом он создал героический образ военной техники, ведь он сам был свидетелем первого залпа этих знаменитых гвардейских минометов.
Автор картин: «На сопках Манчжурии», «Капитуляция», «Переход советских войск через Большой Хинган» (1945), «Бой под Моздоком» (1950), «Партизаны» (1977).
Являлся признанным мастером панорамно-диорамного искусства в Студии имени М. Б. Грекова, совместно с художниками Студии участвовал в создании диорам: «Переправа Красной Армии через Днепр южнее Кременчуга в 1943 году» (1944), «Альпийский поход А. В. Суворова» (1952), совместно с сыном Юрием Усыпенко создал диораму «На Малой земле. Апрель 1943 года» (1980).
В 1985 году в составе творческого коллектива грековцев участвовал в создании первой советской панорамы «Сталинградская битва» для мемориального музея в Волгограде.

### Семья
Сын, Юрий Федорович Усыпенко (1946—1996), художник

## Награды
- Орден Красной Звезды (1954)
- Медаль «За боевые заслуги» (1950)
- Медаль «За победу над Германией в Великой Отечественной войне 1941—1945 гг.» (1945)
- Народный художник Российской Федерации (27 февраля 1995) — за большие заслуги в области искусства
- Заслуженный художник РСФСР (1968)
- Заслуженный деятель искусств РСФСР (1976)
- Золотая медаль имени М. Б. Грекова (1968) — за участие в восстановлении панорамы Ф. А. Рубо «Бородинская битва»